# 条纹塘鳢
条纹塘鳢（学名：Eleotris fasciatus）为塘鳢科塘鳢属的鱼类。分布于台灣以及中国广东韩江水系等，一般栖息于淡水河川中。该物种的模式产地在台湾兰屿。